# Andrea Ugolini
Andrea Ugolini (ur. 23 lipca 1974 w San Marino) – sanmaryński piłkarz występujący na pozycji napastnika, reprezentant San Marino w latach 1995–2004.

## Kariera klubowa
Podczas gry w reprezentacji San Marino występował on w klubach sanmaryńskich: SP Tre Fiori, AC Juvenes/Dogana i SS Virtus oraz włoskich zespołach Tropical Ospedaletto i Tropical Coriano (Promozione Emilia-Romagna).

## Kariera reprezentacyjna
W latach 1992–1995 zaliczył 13 występów w reprezentacji San Marino U-21. W debiucie przeciwko Norwegii (2:3) w eliminacjach Mistrzostw Europy 1994 zdobył 2 bramki i został ukarany czerwoną kartką. 25 maja 1995 zadebiutował w seniorskiej reprezentacji San Marino w przegranym 0:3 meczu z Wyspami Owczymi w kwalifikacjach Mistrzostw Europy 1996. Ogółem w latach 1995–2004 rozegrał on w drużynie narodowej 12 spotkań, nie zdobył żadnej bramki.

## Sukcesy
SP Tre Fiori
- mistrzostwo San Marino: 1994/95